# Max Jäger (Politiker, 1886)
Max Jäger (* 2. Oktober 1886 in Rastatt; † 13. Juli 1955 ebenda) war ein deutscher Verwaltungsbeamter und Politiker (CDU).

## Leben

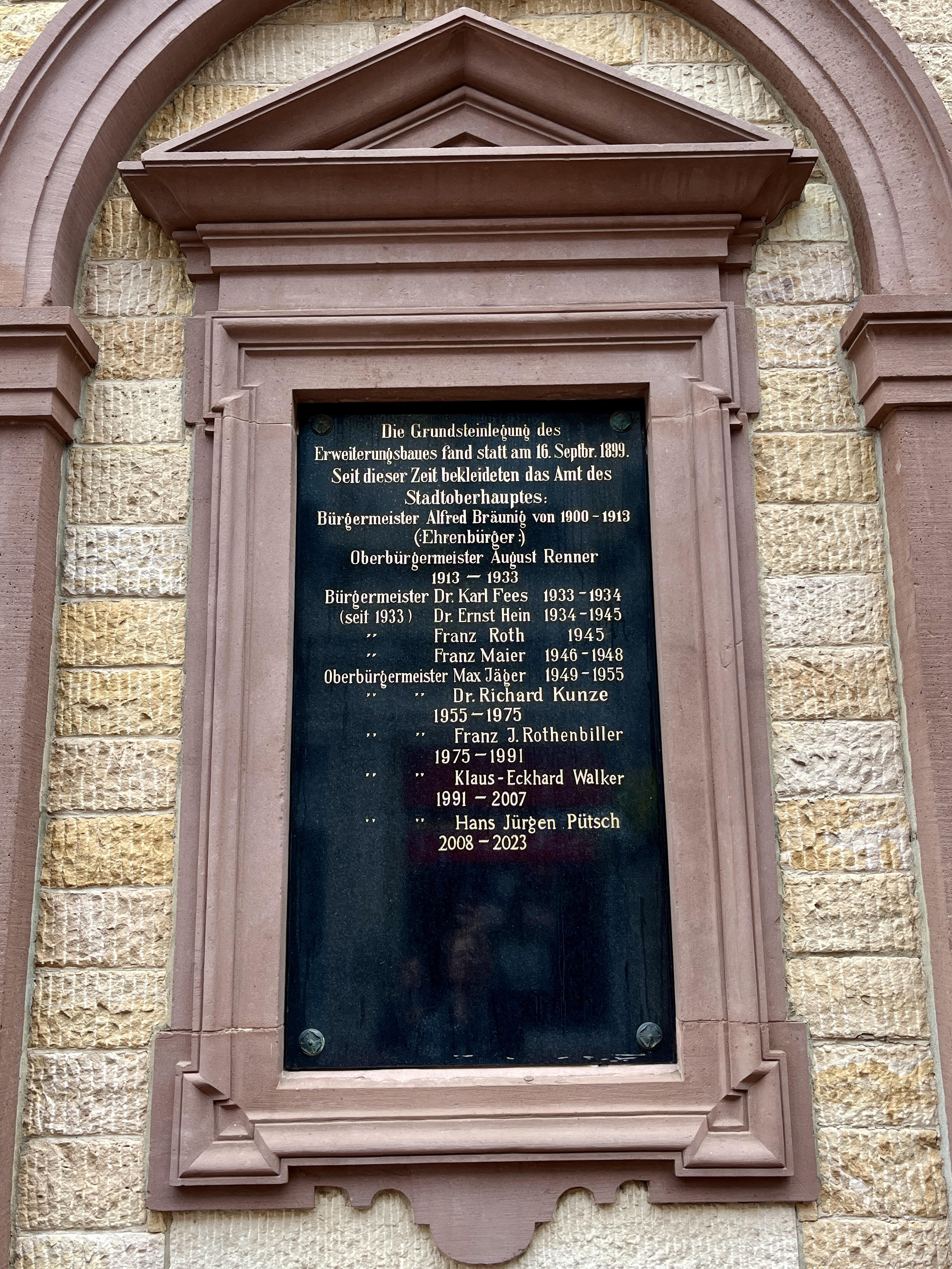
Erinnerungs-Tafel mit den Namen früherer Bürgermeister am Rathaus Rastatt

Jäger war von 1920 bis 1933 Direktor der Rothaus-Brauerei in Grafenhausen. Zum 1. Mai 1937 trat er der NSDAP bei (Mitgliedsnummer 5.254.149). Von 1945 bis 1948 wirkte er als Regierungsdirektor im Finanzministerium des Landes Baden mit Sitz in Freiburg im Breisgau.
Er trat nach 1945 in die CDU ein und amtierte von 1949 bis zu seinem Tode als Oberbürgermeister der Stadt Rastatt. 1952 wurde er in die Verfassunggebende Landesversammlung von Baden-Württemberg gewählt und von 1953 bis zu seinem Tod war er Abgeordneter des Landtages von Baden-Württemberg. Für ihn rückte Paula Doell ins Parlament nach.
Max Jäger erlag am 13. Juli 1955 einem Herzschlag. Er wurde auf dem Stadtfriedhof Rastatt beigesetzt.

## Ehrungen
- Eine 1956 eröffnete Hauptschule in Rastatt, deren Bau Max Jäger vorangetrieben hatte, erhielt den Namen Max-Jäger-Schule. Sie wurde im Sommer 2009 geschlossen.